# Mapastepec (kommun)
Mapastepec är en kommun i Mexiko.   Den ligger i delstaten Chiapas, i den sydöstra delen av landet, 800 km sydost om huvudstaden Mexico City.
Följande samhällen finns i Mapastepec:
- Mapastepec
- Nuevo Milenio Valdivia
- Generación 2000 Nuevo Milenio
- La Alianza
- Nicolás Bravo Dos Anexo Emiliano Zapata
- Abraham González
- Doctor Samuel León Brindis
- Adolfo López Mateos
- Adolfo Ruiz Cortínez
- Las Palmas
- General Nicolás Bravo
- Victoria
- José María Pino Suárez
- Santa Rita de las Flores
- Barrita de Pajón
- Juan Sabines Guerrero
- Francisco Sarabia
- La Permuta
- Belisario Domínguez
- La Nueva Esperanza
- Altamira Uno
- La Vainilla
- Francisco I. Madero
- Emiliano Zapata
- Benito Juárez
- La Ceiba
- La Playa
- Unión Santa Isabel
- Nueva Libertad el Progreso
- Narciso Mendoza
- El Carmen
- México 2000
- Veintiuno de Marzo
- Simón Bolívar
- 5 de Mayo
- El Huamuche
- Villanueva
- Piedras Blancas
- Juan Escutia